# Palinnotus holmesi
Palinnotus holmesi är en kräftdjursart. Palinnotus holmesi ingår i släktet Palinnotus och familjen Phliantidae. Inga underarter finns listade i Catalogue of Life.